# 橋本正武
橋本 正武（はしもと まさたけ、1903年〈明治36年〉1月13日 - 1983年〈昭和58年〉7月11日）は、日本の武道家（剣道、居合道）、林野技術官僚。

## 経歴
茨城県多賀郡十王町（現日立市）で生まれる。曾祖父、祖父は1864年（元治元年）、天狗党の乱に参加。父熊之介は私塾輔仁学舎で水戸学を学び、水戸東武館で剣道を修めた。その弟の統陽は東京美術学校で彫刻を学びながら有信館で剣道、居合を修行していた。
1920年（大正9年）、県立水戸農学校を優秀な成績で卒業し、進学するために叔父の統陽を頼って上京。統陽の口利きで有信館の二階の部屋を与えられ、予備校に通いながら中山博道に剣道、居合を学ぶ。
1921年（大正10年）、東京帝国大学農学部林学実科に入学。在学中も有信館の塾生を続け、試験のときも中山は稽古を休むことを許さなかった。
1924年（大正13年）、大学を卒業し、宮内省帝室林野局に入局。林業のテクノクラートとなる。大正天皇崩御の際、測量技術を買われ陵墓地の選定に尽力した。
1941年（昭和16年）、橋本が所長を務める木曽支局上松出張所の木が御杣始祭の神木に選ばれる。
1947年（昭和22年）、長野営林局上松運輸営林署長に就任。政府から焼け跡への住宅建設を命じられたが、人夫は米がなければ動いてくれないため、暗黙の了解で材木と米を交換して人夫に渡した。これを横流しと誤解した者が密告し、橋本は起訴され、休職となった。裁判の結果無罪とされ、復職した。
1952年（昭和27年）、青森営林局事業課長、翌年事業部長に就任。
1954年（昭和29年）、北海道北見営林局長に就任。
1957年（昭和32年）、秋田県の営林局長を最後に退官。
晩年は居合道範士九段に昇段し、額田長と共に木村栄寿に入門し、夢想神伝重信流抜刀術の研鑽に没頭した。